# Bär von Randow

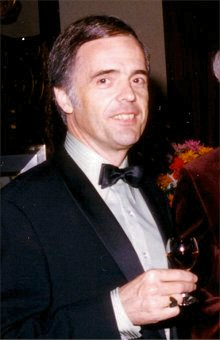
Bär von Randow (1998)

Bär von Randow (* 10. November 1931 in Peking; † 25. August 2017 in Siegen), (getauft als Bär-Brüne von Randow) war ein Bratschist, Orchesterintendant und Leiter der Orchesterabteilung im Westdeutschen Rundfunk.

## Leben
Geboren am 10. November 1931 im chinesischen Peking als zweiter Sohn des Diplomaten Elgar von Randow besuchte er Schulen in Potsdam und Berlin-Wannsee, verließ sie aber, um sich ganz dem Musikstudium am Stern’schen Konservatorium in Berlin zu widmen, wo er zunächst Geige, dann Bratsche studierte.
Danach erlangte er im Januar 1958 eine Anstellung als Bratscher im damals neugegründeten Siegerland-Orchester in der kleinen siegerländischen Stadt Hilchenbach, wo er im Oktober 1958 zusätzlich auch die Leitung der angegliederten Orchesterschule übernahm.
Im Jahre 1961 wechselte er zum Zürcher Kammerorchester in die Schweiz. Dort stellte er jedoch fest, dass seine Fähigkeiten nicht für eine Solistenkarriere ausreichten. Als ihm das Siegerland-Orchester 1963 auf Betreiben des späteren langjährigen Dirigenten des Orchesters, Rolf Agop (mit dem ihn eine lebenslange Freundschaft verband), die gerade freigewordene Stelle des Intendanten anbot, griff er zu. Im Siegerland-Orchester stellte sich auch die junge Harfenistin Ulla Laban vor. Er engagierte sie und bald entwickelte sich eine ernsthafte Beziehung; sie heirateten 1965. Aus dieser Ehe entstammen eine Tochter und drei Enkel.
Randow hatte die Intendanz des Siegerland-Orchesters zehn Jahre lang inne. Unter seiner Ägide wurden Tourneen in Europa und Afrika (zehn westafrikanische Staaten mit 20 Konzerten und vier Aufzeichnungen afrikanischer Fernsehsender) durchgeführt. Er war auch der spiritus rector für die Einführung sogenannter Gesprächskonzerte, durch die ein größeres Verständnis neuer Musik erzielt werden sollte. Ihm oblag auch die Einspielung von Schallplatten. Er förderte junge Komponisten durch Kompositionsaufträge und junge Solisten durch eine besondere Konzertreihe. Das Orchester wurde auch zur ständigen Vertretung des Kölner Gürzenich-Orchesters im dortigen Opernhaus sowie bei Ballettabenden und machte auch Rundfunkaufnahmen.
Dadurch in der einschlägigen Musikwelt recht bekannt, erreichte ihn 1974 der Ruf, im Westdeutschen Rundfunk die Abteilung „Orchester und Chor“ zu übernehmen. Am 31. März 1974 verließ er deshalb das Siegerland-Orchester und ging nach Köln.
Auch in Köln war Bär von Randow jahrelang sehr erfolgreich, bis ihn im August 1989 ein schwerer Schlaganfall aus der Bahn warf und der Sprache beraubte. Zwar erholte er sich zunächst, lernte auch wieder ein wenig sprechen, doch für sein Arbeitsleben war dies das Ende.
Bär von Randow lebte danach noch viele Jahre und starb – 86 Jahre alt – in Siegen am 25. August 2017.